# Якитори
Якито́ри (яп. 焼き鳥, букв. «жареная птица») — японское блюдо из кусочков курицы (с внутренностями), поджаренных над углями на бамбуковых шампурах.
Якитори — очень популярное блюдо в Японии. Возвращаясь с работы, люди часто покупают пиво и якитори по пути домой. Кроме того, якитори часто предлагают к пиву в идзакая (японское питейное заведение, в котором также подают еду).

## Блюдо
Якитори подаются в трёх вариациях: с солью (иногда - с лимонным соком), с соусом мисо либо (сладко-солёная версия) с соусом «тарэ», который делают из мирина, соевого соуса, сакэ и сахара. Из других приправ можно использовать, по вкусу черный перец, молотый кайенский перец, ситими, японский перец и васаби. Мясо поливают соусом и жарят (традиционный вариант - небольшие кусочки мяса нанизываются на деревянные шампуры и готовятся на гриле или на открытом огне) до готовности, затем оно подаётся на шампурах, политое тем же соусом.
Строго говоря, только жареные кусочки курятины и овощей называют «якитори». С якитори часто продают поджаренные подобным образом свинину, говядину, рыбу или морепродукты, обычно называемые кусияки (яп. 串焼, букв. «гриль на вертеле»). Тем не менее, в других странах и даже в некоторых районах Японии (в частности, Кюсю, городе Хигасимацуяма и некоторых частях Хоккайдо) их также называют «якитори».
Основные каналы продаж якитори — небольшие специализированные магазины и точки стрит-фуда, хотя блюдо подают и в различных категориях общепита.

## Разновидности якитори

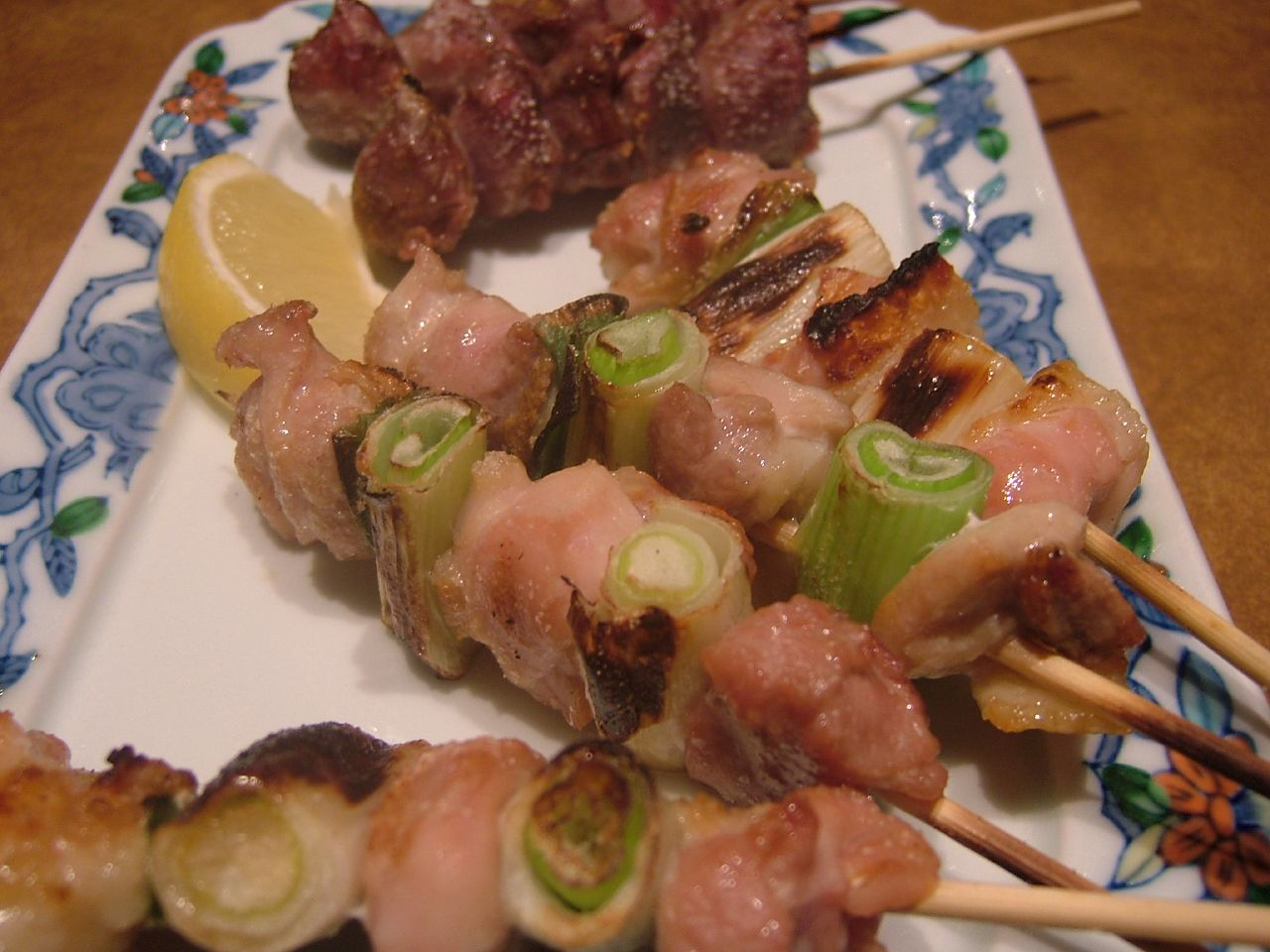
Нэгима

- сё нику (яп. 正肉 сё:нику, букв. «правильное мясо»): на практике делится на момонику (яп. もも肉), куриные бёдра и мунэнику (яп. むね肉), куриную грудку.
- сасами (яп. ささみ), малая грудная мышца без кожицы.
- нэгима (яп. ねぎ間), куриные бёдра с луком-пореем.
- нанкоцу (яп. 軟骨), куриный хрящ.
- хацу (яп. ハツ), куриное сердце.
- рэба (яп. レバー рэба:), печень.
- сунагимо (яп. 砂肝), второй желудок курицы.
- цукунэ (яп. つくね), куриные фрикадельки.
- торикава (яп. とりかわ) — поджаренная до хруста куриная кожа.
- тэбасаки (яп. 手羽先), куриное крылышко.
- икада (яп. 筏, букв. «плот»), японский лук-порей (для удобства его подают с двумя вертелочками).
- нинникума (яп. にんにく間), куриные бёдра с чесноком.

## Разновидности кусияки
- ацуагэ тофу (яп. 厚揚げとうふ) — прожаренное во фритюре тофу.
- эноки маки (яп. エノキ巻き) — завёрнутые в кусочки свинины грибы эноки.
- пиман (яп. ピーマン пи:ман), зелёный перец.
- асупарабэкон (яп. アスパラベーコン асупара бэ:кон), завёрнутая в бекон спаржа.
- бутабара (яп. 豚ばら), свиная подчеревина.